# 蒙特勒伊欧乌尔姆
蒙特勒伊欧乌尔姆（法語：Montreuil-au-Houlme，法語發音：[mɔ̃tʁœj o ulm] ⓘ）是法国奥恩省的一个市镇，属于阿让唐区。

## 地理
蒙特勒伊欧乌尔姆（48°41'11"N, 0°15'48"W）面积7.82 平方千米，位于法国诺曼底大区奧恩省，该省份为法国西北部内陆省份，北起顺时针与卡爾瓦多斯省、厄尔省、厄尔-卢瓦省、萨尔特省、马耶讷省和芒什省接壤。
与蒙特勒伊欧乌尔姆接壤的市镇（或旧市镇、城区）包括：莱西沃托、法沃罗勒、拉朗德德卢热、迈尔河畔卢热、拉讷、圣伊莱尔-德布里尤兹。

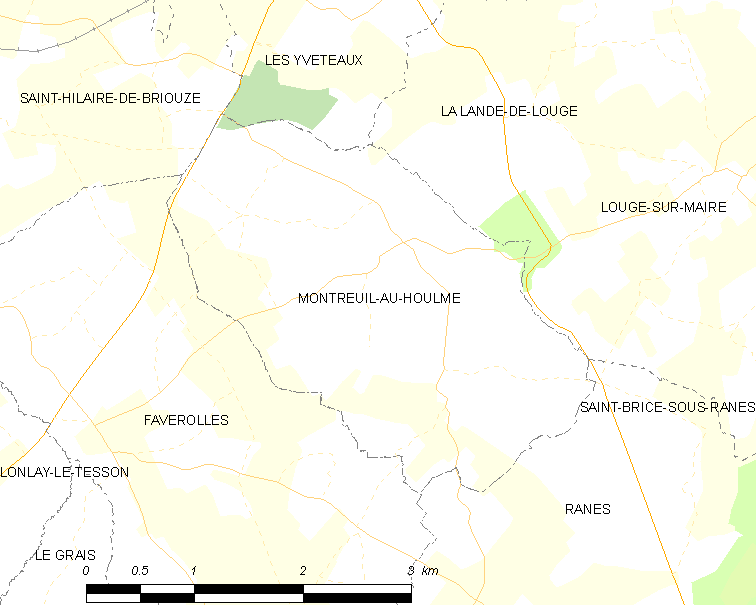
蒙特勒伊欧乌尔姆的OSM定位图

蒙特勒伊欧乌尔姆的时区为UTC+01:00、UTC+02:00（夏令时）。

## 行政
蒙特勒伊欧乌尔姆的邮政编码为61210，INSEE市镇编码为61290。

## 政治
蒙特勒伊欧乌尔姆所属的省级选区为阿蒂斯-瓦勒德鲁夫尔县。

## 人口

1962-2008年间蒙特勒伊欧乌尔姆人口变化图示

蒙特勒伊欧乌尔姆于2022年1月1日时的人口数量为127人。